# Hans Andreus

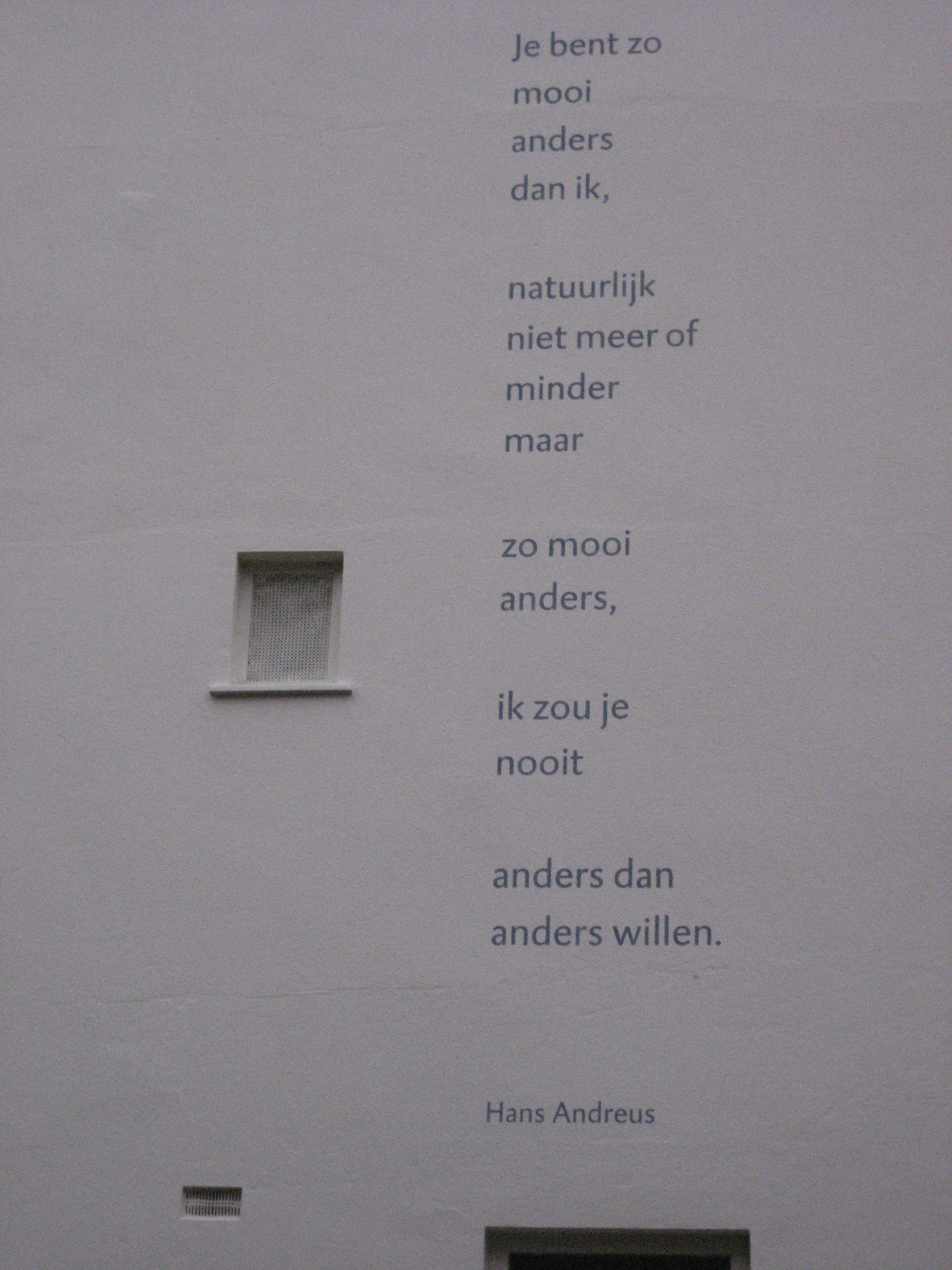
Poema Jij bent zo (La Haia)

Hans Andreus (1926-1977), nascut com Johan Wilhelm van der Zant és un poeta i escriptor de literatura juvenil neerlandès.
El 1951 va publicar el seu primer recull de poesies Muziek voor Kijkdieren (Música per a aficionats de mirar). La seva obra compta amb la poesia experimental dels Vijftigers, una generació de poetes (amb Lucebert, Bert Schierbeek i Remco Campert) en llengua neerlandesa dels anys cinquanta del segle xx. També va ser conegut com a escriptor de contes i novel·les juvenils, que forma en volum, la major part de la seva obra. Els seus contes són lúdics, lleugers fet d'una llengua rítmica i melòdica.
L'escriptor Hugo Claus, a la novel·la Een zachte vernieling, traduïda al català el 2003 com Una dolça destrucció tracta de manera parcialment autobiogràfica els seus anys experimentals a París i la seva relació amb la parella de Hans Andreus i la seva dona dins la colònia existencialista d'artistes flamencs i neerlandesos.
Unes citacions del recull dels Laatste gedichten (Darreres poemes) il·lustren la seva manera de jugar amb la llengua fins a poc abans la seva mort:
| « | Nihilisme conseqüent Això: no hi és. És: no hi és No res: no hi és. No hi és: no hi és. | » |

O la luciditat en la primera estrofa del sonet Laatste gedicht (Darrer poema):
| « | Aquest és el meu darrer poema com que ma vida s'acaba i la passió de crear un xic m'abandona amb, literalment, un càncer que em cruspeix el cos | » |

## Obres destacades
- Muziek voor Kijkdieren (1951), poesia
- De rommeltuin (1971) (El pati desordenat), Premi Zilveren Griffel
- Meester Pompelmoes en de mompelpoes va rebre la distinció Llibre juvenil de l'any 1969
- Natuurgedichten en andere (Poemes sobre la natura i altres), Premi Jan Campert 1970[5]
- Aarde (Terra), Premi de poesia de la ciutat d'Amsterdam, 1964[5]
- Verzamelde gedichten (Obra poètica completa), 1983

Per a una bibliografia primària i secundària completa, vegeu la seva fitxa a la Biblioteca digital de la literatura neerlandesa.